# Callechelys springeri
Callechelys springeri är en fiskart som först beskrevs av Ginsburg, 1951.  Callechelys springeri ingår i släktet Callechelys och familjen Ophichthidae. Inga underarter finns listade.